# Мыльная
Мыльная — железнодорожная станция в Безенчукском районе Самарской области в составе сельского поселения Преполовенка.

## География
Находится у железнодорожной линии Сызрань-Чапаевск на расстоянии примерно 23 километра по прямой на западо-северо-запад от районного центра посёлка Безенчук.

## История
Станция была открыта в 1877. Название дано по ближайшему селу Мыльное или Мыльный Буерак (ныне Преполовенка). В 1897 на станции было учтено 5 дворов с 50 жителями, в 1926 — 25 дворов со 128 жителями.

## Население
Постоянное население составляло 307 человек (русские 93 %) в 2002 году, 372 в 2010 году.